# Le Christ s'est arrêté à Eboli (film)
Pour plus de détails, voir Fiche technique et Distribution.
Le Christ s'est arrêté à Eboli (Cristo si è fermato a Eboli) est un film franco-italien réalisé par Francesco Rosi, sorti en 1979, avec Gian Maria Volonté dans le rôle principal.
C'est l'adaptation du roman éponyme de Carlo Levi racontant, dans l'Italie fasciste, l'exil d'un opposant dans un village perdu de Lucanie.

## Synopsis
Inspiré du roman autobiographique de Carlo Levi, ce film raconte deux années de la vie d'un médecin et écrivain antifasciste, placé en 1935 en résidence surveillée à Aliano, dans la province de Basilicate.
Toute activité lui est interdite, y compris d'exercer la médecine. Son courrier et ses lectures sont contrôlées, comme les Essais de Michel de Montaigne. Loin des cercles intellectuels, ayant au départ la seule compagnie d'un chien trouvé à la gare d'Eboli, du nom de Barone, il découvre le monde paysan, qu'il aide parfois par ses connaissances médicales, tout en pratiquant la peinture pour s'occuper. Avant son arrestation, il avait notamment peint la couverture du livre de Mario Soldati, America primo amore. Durant son séjour, il est amené à confronter son point de vue sur le rôle des paysans dans les guerres avec celui du podestat fasciste, qui éprouve un certain respect pour lui, en raison de sa classe sociale et de sa culture. Pour Carlo Levi, la plupart des paysans ne se sentent pas concernés par les guerres, victimes qu'ils sont des enjeux de pouvoir loin de chez eux, dans les grandes villes ; il cite comme exemple les guerres qui se sont déroulées au XVIe siècle à Melfi, village florissant dont la population a été en grande partie massacrée, et dont les survivants ont sombré dans la misère.
Carlo Levi est libéré au bout de deux ans grâce à l'amnistie accordée par le régime à la suite de la victoire de l'Italie sur l'Éthiopie (dans une scène précédente, on voyait un jeune villageois se porter volontaire pour cette guerre, au grand désespoir de sa mère qui l'implorait de rester, tandis que la radio d'un véhicule militaire diffusait la chanson de propagande Faccetta nera). Lors du départ de Carlo Levi, les paysans lui témoignent de l'estime et de la reconnaissance.

## Fiche technique
- Titre : Le Christ s'est arrêté à Eboli
- Titre original : Cristo si è fermato a Eboli
- Réalisation : Francesco Rosi
- Scénario : Tonino Guerra, Francesco Rosi et Raffaele La Capria
- Producteurs : Francesco Rosi, Nicola Carraro et Franco Cristaldi
- Production : Vides, Fides, Rai Due (Rome), Action Film (Paris)
- Décors : Andrea Crisanti
- Musique : Piero Piccioni
- Photographie : Pasqualino De Santis
- Montage : Ruggero Mastroianni
- Maquillage : Francesco Freda
- Version originale : Italien
- Son : Mario Bramonti
- Pays de production :  Italie,  France
- Format : Couleurs - Mono
- Genre : Drame
- Durée : 150 minutes
- Dates de sortie : 
  - Italie : 23 février 1979
  - France : mai 1979 (Festival de Cannes) / 7 mai 1980 (Sortie nationale)

## Distribution
- Gian Maria Volontè : Carlo Levi (voix française Michel Auclair)
- Lea Massari : Luisa Levi
- Alain Cuny : le baron Rotundo
- Irène Papas : Giulia
- Paolo Bonacelli : le Podestà, don Luigino Magalone
- François Simon : Le curé, don Traiella
- Francesco Càllari : le docteur Gibilisco
- Antonio Allocca : l'inspecteur des impôts
- Tommaso Polgar : « Sanaporcelle »
- Vincenzo Vitale : le docteur Milillo
- Luigi Infantino : le chauffeur
- Accursio Di Leo : le menuisier
- Frank Raviele : le brigadier
- Maria Antonia Capotorto : Madame Caterina
- Lidia Bavusi : la veuve

## Versions
Il existe deux versions du film : celle du film de 150 minutes, distribuée dans les cinémas italiens à partir du 23 février 1979, et la version longue télévisée de 216 minutes. En France, le feuilleton a été diffusé en quatre épisodes de 54 minutes à partir du 9 juillet 1982 sur Antenne 2. La version télévisée est actuellement disponible en ligne sur le site RaiPlay.

## Tournage
Le film fut tourné sur les lieux mêmes où Carlo Levi résida dans le Basilicate à Aliano et dans la région alentour : pour les vues panoramique et les rues du village, ce sont en fait celle de Craco situé à une quarantaine de kilomètres d'Aliano, alors que l'église et la mairie sont celles de Guardia Perticara à environ 20 km. Seule la gare se trouve dans les Pouilles à Gravina in Puglia.

## Distinctions
- 1979 : Prix David di Donatello du meilleur film et du meilleur réalisateur
- 1979 : Ruban d'argent de la meilleure actrice dans un second rôle (Lea Massari)
- 1979 : Grand prix du Festival international du film de Moscou
- 1980 : National Board of Review - Meilleur film en langue étrangère
- 1980 : Prix du meilleur film étranger du SFCC
- 1983 : Prix de la British Academy of Film and Television Arts, « meilleur film en langue étrangère »